# Ancienne autoroute A2 (Italie)
Pour les articles homonymes, voir Autoroute A2.
« Autoroute A2 » est l'ancien nom donné, entre 1962 et 1988, à l'autoroute Rome-Naples, de sa construction (entre 1956 et 1964) à 1988, année où fut construit le tronçon Fiano Romano-San Cesareo qui permet de contourner la ville de Rome sans emprunter le boulevard périphérique (Grand Contournement de Rome ou A90). 
Ce raccordement direct a permis de constituer un itinéraire autoroutier unique Milan-Naples qui porte depuis le nom d'autoroute A1 (Autoroute du soleil) sur l'ensemble de son parcours.
La dénomination A2 a été réattribuée pour une autre autoroute italienne (Autostrada del Mediterraneo).